# Vale (okręg Kluż)
Vale – wieś w Rumunii, w okręgu Kluż, w gminie Aluniș. W 2011 roku liczyła 130 mieszkańców.